# Lista dos arrondissements e bairros de Paris
Paris, a capital da França, é dividida administrativamente em 20 arrondissements, cada qual composto de quatro bairros administrativos. Os arrondissements são:
1. Louvre
2. Bourse
3. Temple
4. l'Hôtel de Ville
5. Panthéon
6. Luxembourg
7. Palais Bourbon
8. l'Elysée
9. l'Opéra
10. l'Entrepôt
11. Popincourt
12. Reuilly
13. Gobelins
14. l'Observatoire
15. Vaugirard
16. Passy
17. Batignolles-Monceaux
18. Butte-Montmartre
19. Buttes-Chaumont
20. Ménilmontant

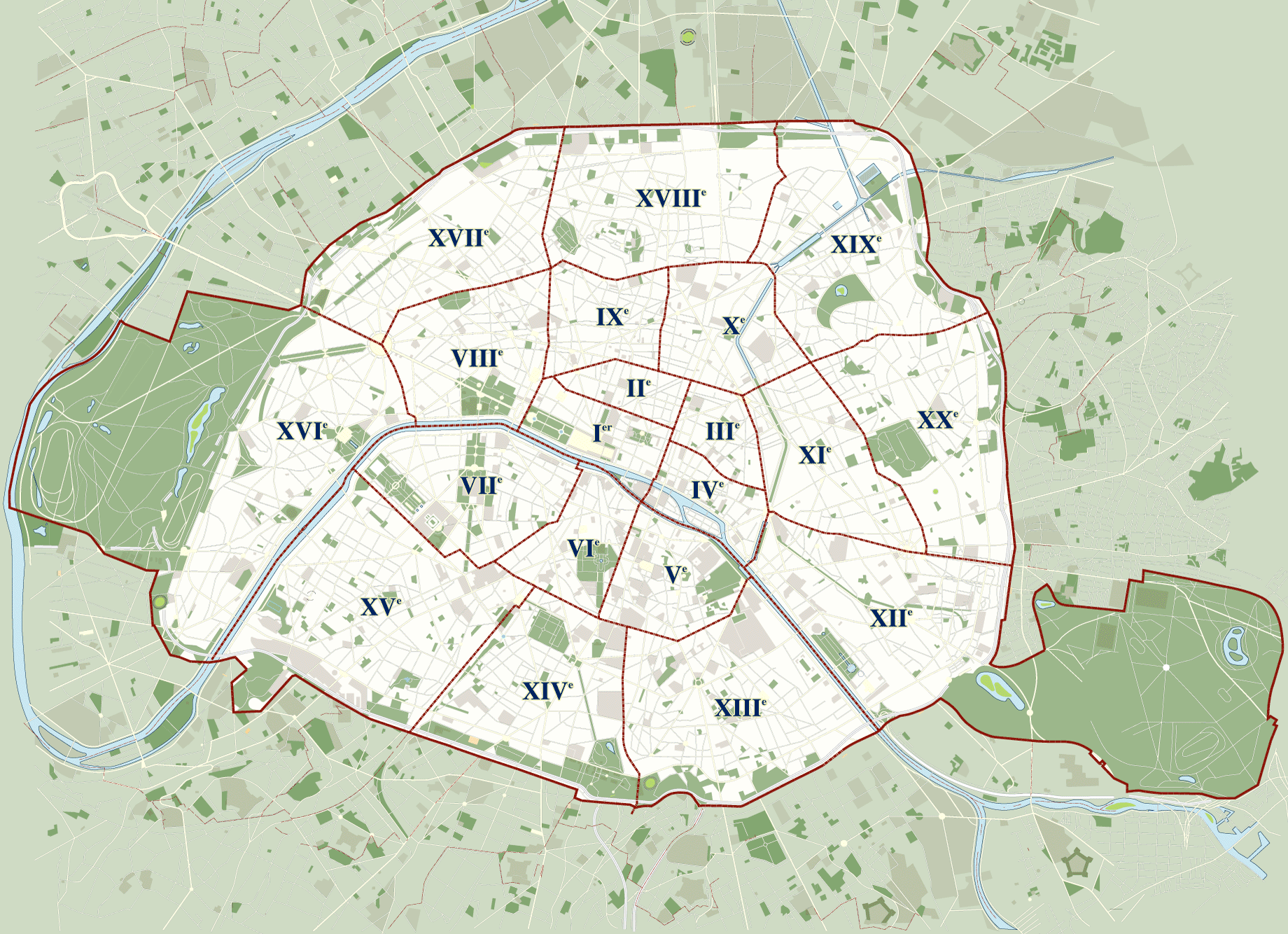
20 arrondissements in Paris.

Seguem agora os nomes franceses com os correspondentes bairros administrativos (em frances: Quartier).

## 1º arrondissement du Louvre
- 1. Quartier Saint-Germain-l'Auxerrois
- 2. Quartier des Halles
- 3. Quartier du Palais-Royal
- 4. Quartier de la Place Vendôme

## 2º arrondissement de la Bourse
- 5. Quartier Gaillon
- 6. Quartier Vivienne
- 7. Quartier du Mail
- 8. Quartier de Bonne-Nouvelle

## 3º arrondissement du Temple
- 9. Quartier des Arts-et-Métiers
- 10. Quartier des Enfants-Rouges
- 11. Quartier des Archives
- 12. Quartier Sainte-Avoye

## 4º arrondissement de l'Hôtel de Ville
- 13. Quartier Saint-Merri
- 14. Quartier Saint-Gervais
- 15. Quartier de l'Arsenal
- 16. Quartier Notre-Dame

## 5º arrondissement du Panthéon
- 17. Quartier Saint-Victor
- 18. Quartier du Jardin des Plantes
- 19. Quartier du Val-de-Grâce
- 20. Quartier de la Sorbonne

## 6º arrondissement du Luxembourg
- 21. Quartier de la Monnaie
- 22. Quartier de l'Odéon
- 23. Quartier Notre-Dame-des-Champs
- 24. Quartier Saint-Germain-des-Prés

## 7º arrondissement du Palais Bourbon
- 25. Quartier Saint-Thomas-d'Aquin
- 26. Quartier des Invalides
- 27. Quartier de l'École Militaire
- 28. Quartier du Gros-Caillou

## 8º arrondissement de l'Élysée
- 29. Quartier des Champs-Élysées
- 30. Quartier du Faubourg du Roule
- 31. Quartier de la Madeleine
- 32. Quartier de l'Europe

## 9º arrondissement de l'Opéra
- 33. Quartier Saint-Georges
- 34. Quartier de la Chaussée-d'Antin
- 35. Quartier du Faubourg Montmartre
- 36. Quartier de Rochechouard

## 10º arrondissement de l'Entrepôt
- 37. Quartier Saint-Vincent-de-Paul
- 38. Quartier de la Porte Saint-Denis
- 39. Quartier de la Porte Saint-Martin
- 40. Quartier de l'Hôpital Saint-Louis

## 11º arrondissement de Popincourt
- 41. Quartier de la Folie-Méricourt
- 42. Quartier Saint-Ambroise
- 43. Quartier de la Roquette
- 44. Quartier Sainte-Marguerite

## 12º arrondissement de Reuilly
- 45. Quartier du Bel-Air
- 46. Quartier de Picpus
- 47. Quartier de Bercy
- 48. Quartier des Quinze-Vingts

## 13º arrondissement des Gobelins
- 49. Quartier de la Salpêtrière
- 50. Quartier de la Gare
- 51. Quartier de la Maison-Blanche
- 52. Quartier de Croulebarbe

## 14º arrondissement de l'Observatoire
- 53. Quartier du Montparnasse
- 54. Quartier du Parc Montsouris
- 55. Quartier du Petit-Montrouge
- 56. Quartier de Plaisance

## 15º arrondissement de Vaugirard
- 57. Quartier Saint-Lambert
- 58. Quartier Necker
- 59. Quartier de Grenelle
- 60. Quartier de Javel

## 16º arrondissement de Passy
- 61. Quartier d’Auteuil
- 62. Quartier de la Muette
- 63. Quartier de la Porte-Dauphine
- 64. Quartier de Chaillot

## 17º arrondissement des Batignolles-Monceaux
- 65. Quartier des Ternes
- 66. Quartier de la plaine de Monceaux
- 67. Quartier des Batignolles
- 68. Quartier des Épinettes

## 18º arrondissement de la Butte-Montmartre
- 69. Quartier des Grandes-Carrières
- 70. Quartier de Clignancourt
- 71. Quartier de la Goutte-d'Or
- 72. Quartier de La Chapelle

## 19º arrondissement des Buttes-Chaumont
- 73. Quartier de La Villette
- 74. Quartier du Pont de Flandre
- 75. Quartier d'Amérique
- 76. Quartier du Combat

## 20º arrondissement de Ménilmontant
- 77. Quartier de Belleville
- 78. Quartier Saint-Fargeau
- 79. Quartier du Père-Lachaise
- 80. Quartier de Charonne